# 5 mai
Pour les articles homonymes, voir Cinq-Mai.
5 avril 5 juin
Chronologies thématiques
- Croisades
- Ferroviaires
- Sports
- Disney
- Anarchisme
- Catholicisme

Abréviations / Voir aussi
- (° 1852) = né en 1852
- († 1885) = mort en 1885
- a.s. = calendrier julien
- n.s. = calendrier grégorien
- Calendrier
- Calendrier perpétuel
- Liste de calendriers
- Naissances du jour

Le 5 mai est le 125e jour, moins souvent le 126e, de l'année du calendrier grégorien ; il en reste ensuite 240.
Son équivalent était généralement le 16 floréal du le calendrier républicain ou révolutionnaire français, officiellement dénommé jour de la consoude (une plante).

## Événements

### VIesiècle
- 553 : début du deuxième concile de Constantinople.

### VIIesiècle
- 614 : les Perses prennent Jérusalem en Palestine et emmènent le patriarche et la population en captivité, ils s'emparent de la Vraie Croix comme trophée de leur triomphe sur l'empire byzantin à dominante chrétienne[1].

### IXesiècle
- 877 : consécration de la collégiale Sainte-Marie, future abbaye Saint-Corneille, construite par Charles le Chauve, petit-fils de Charlemagne, à Compiègne, dont il voulait faire la capitale de l'empire d'Occident.

### XIIesiècle
- 1102 : reprise de Valence par les Almoravides de Youssef ben Tachfine[2].
- 1180 : appel aux armes du prince Mochihito, écarté du trône, et début de la guerre de Gempei, au Japon.
- 1194 : Lech le Blanc devient duc de Pologne.

### XIIIesiècle
- 1260 : Kubilai Khan devient grand khan des Mongols[3].

### XVIesiècle
- 1537 : les luthériens allemands refusent une invitation du pape Paul II à un concile général[4].
- 1570 : les Turcs déclarent la guerre à Venise, pour avoir refusé de restituer Chypre. Les Espagnols viennent en aide aux Vénitiens[réf. nécessaire].

### XVIIesiècle
- 1681 : par lettre patente, Louis XIV attribue, au directoire de la noblesse de Basse-Alsace, les compétences d'un présidial[5].

### XVIIIesiècle
- 1789 : à Versailles, en France, le roi Louis XVI proclame et préside l'ouverture des États généraux, qui rassemblent, pour la première fois depuis environ 175 ans, les députés des trois ordres du royaume (clergé, noblesse et tiers état).Ouverture des États généraux à Versailles en 1789

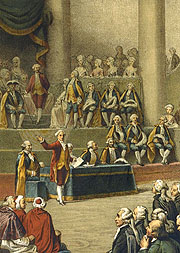
Ouverture des États généraux à Versailles en 1789

- 1793 : bataille de Thouars, pendant la guerre de Vendée.

### XIXesiècle
- 1818 : naissance de Karl Marx.
- 1821 : décès de Napoléon.
- 1835 : en Belgique, inauguration de la ligne de chemin de fer Bruxelles-Malines, premier trajet pour voyageurs en Europe continentale.
- 1847 : fondation de l'Association médicale américaine.
- 1848 : les insurgés polonais affrontent l'armée prussienne à Oborniki[6].
- 1854 : début des émeutes à Singapour, entre communautés chinoise Hokkien et teochew. Environ 500 personnes vont être tuées en dix jours[7].
- 1860 : embarquement des troupes de Garibaldi pour envahir le royaume des Deux-Siciles.
- 1862 : au Mexique, première bataille de Puebla, entre les forces françaises et mexicaines.
- 1864 : début de la bataille de la Wilderness pendant la guerre de sécession.

### XXesiècle
- 1912 :
  - ouverture par Gustave V, roi de Suède, des Ve Jeux olympiques à Stockholm.
  - parution du premier numéro du journal bolchevique La Pravda en Russie.
- 1917 : le général Estienne engage les premiers chars dans un combat, à Laffaux (Aisne)[8].
- 1918 : première finale de la Coupe de France de football qui voit la victoire de l'Olympique de Pantin sur le FC Lyon.
- 1920 : arrestation de Sacco et Vanzetti.
- 1930 : aux Indes britanniques, les Anglais arrêtent le Mahatma Gandhi, à Bombay[9].
- 1936 : les Italiens occupent Addis-Abeba, la capitale de l'Abyssinie (Éthiopie).
- 1941 : l'empereur Hailé Sélassié retourne à Addis-Abeba pour fêter la Libération de l'occupation italienne.
- 1942 : débarquement anglais à Diego-Suarez[10].
- 1945 :
  - libération du camp de Mauthausen, dernier camp de concentration à être libéré ;
  - création de l'Ordre des pharmaciens en France.
- 1946 : un référendum rejette le premier projet de Constitution pour la IVe République, proposant un monocaméralisme.
- 1947 :
  - en France, Paul Ramadier exclut les ministres communistes du gouvernement français, et met fin au tripartisme PCF-MRP-SFIO)[11].
  - consécration de la Basilique du Sacré-Cœur de Marseille (Bouches-du-Rhône, France) par le cardinal Roques, archevêque de Rennes.
- 1949 : signature, à Londres, du traité créant le Conseil de l'Europe, dont l'objectif est d'établir une coopération intergouvernementale entre ses États membres (à ne pas confondre avec l'Union européenne et ses propres prémices).
- 1956 : en France, création du Fonds national de solidarité pour les personnes âgées[12].
- 1960 : en URSS, Léonid Brejnev devient le président du Præsidium du Soviet suprême (donc, chef de l’État). À 53 ans, il succède au maréchal Kliment Vorochilov.
- 1961 : Alan Shepard, premier astronaute américain à aller dans l'espace, effectue un vol suborbital de 15 minutes, à 185 km d'altitude, à bord de la cabine spatiale Mercury III.
- 1963 : un foie est le premier organe transplanté avec succès. L'opération se passe à Denver, aux États-Unis[13]
- 1964 : les Israéliens annoncent l'arrivée, dans le désert du Néguev, d'eau captée dans le lac de Tibériade, un projet entrepris malgré les protestations des Arabes.[réf. nécessaire]
- 1976 : première « nuit bleue » en Corse, coïncidant avec la création du Front de libération nationale de la Corse (FLNC).
- 1980 : la prise d'otages de l'ambassade iranienne à Londres se solde par la mort de trois des terroristes et la libération de 19 otages.
- 1988 :
  - entre les deux tours de l'élection présidentielle française, l'opération « Victor » qui met fin à la prise d'otage de gendarmes sur l'île d'Ouvéa en Nouvelle-Calédonie se solde par la mort de 19 indépendantistes et de deux militaires.
  - Les trois otages français du Liban Jean-Paul Kauffmann, Marcel Carton et Marcel Fontaine, libérés la veille à Beyrouth après trois ans de captivité, arrivent à l’aéroport de Villacoublay.
- 1990 :
  - première réunion ministérielle sur l'unification allemande, dans le cadre de la Conférence dite 2+4, réunissant les deux États allemands et les quatre vainqueurs de la Seconde Guerre mondiale[14],[15]
  - Félix Houphouët-Boigny, président de Côte d'Ivoire accepte l'instauration du multipartisme, après trente années de règne sur le pays. 14 partis politiques sont légalisés[16].
  - Konstantínos Karamanlís devient président de la troisième république hellénique (Grèce).
- 1992 : en Corse, l'effondrement d'une tribune du stade Furiani à Bastia fait 18 morts, et plus de 2 300 blessés, quelques minutes avant le coup d'envoi de la demi-finale de la Coupe de France de football Bastia-Marseille.
- 1998 : en France, signature des accords de Nouméa par le Premier ministre Lionel Jospin, le secrétaire d'État à l'Outre-Mer Jean-Jack Queyranne, le président du RPCR Jacques Lafleur, et le président du FLNKS Rock Wamytan.
- 1999 :
  - Amnesty International révèle que des centaines de personnes opposantes au régime ont été exécutées durant les élections présidentielles du Togo de 1998[17].
  - l'ex-préfet français Bernard Bonnet est mis en examen et écroué, dans l'affaire des paillotes Chez Francis.

### XXIesiècle
- 2002 : en France, Jacques Chirac remporte une victoire écrasante (82,21 %), sur Jean-Marie Le Pen, au second tour de l'élection présidentielle.
- 2005 :
  - premier vol du Falcon 7X de Dassault Aviation, premier avion d'affaires à commandes de vol électriques.
  - Le Parti travailliste de Tony Blair remporte les élections générales pour la 3e fois consécutive.
  - En Géorgie, mutinerie d'un bataillon de chars.
- 2010 : début du Mouvement anti-austérité en Grèce.
- 2012 : 1re demi-finale de l'Concours Eurovision des jeunes musiciens.
- 2014 :
  - massacre de Gamboru Ngala, pendant l'insurrection de Boko Haram.
  - démission d’Alenka Bratušek, première femme présidente du gouvernement slovène, au pouvoir depuis mars 2013.
- 2016 :
  - le travailliste Sadiq Khan, fils d'immigrés pakistanais, est élu maire de Londres, et succède au conservateur Boris Johnson à cette fonction.
  - Première Journée du patrimoine mondial africain.
- 2019 :
  - au second tour de l'élection présidentielle de Macédoine du Nord, c'est le candidat Stevo Pendarovski de l'Union sociale-démocrate de Macédoine (la SDMS) qui est élu[18].
  - L'élection présidentielle du Panama se déroule afin d'en élire le président pour un mandat de cinq ans, des élections législatives et municipales ont lieu simultanément[19],[20]. C’est le candidat du Parti révolutionnaire démocratique PRD Laurentino Cortizo qui est finalement élu[21].
- 2024 : au Panama, José Raúl Mulino remporte l’élection présidentielle[22], qui a lieu simultanément avec les élections législatives et les élections municipales.

## Arts, culture et religion
- 1829 : ouverture de la Bibliothèque Raczyński.
- 1891 : inauguration de la salle de spectacle du Carnegie Hall à New York par un concert de Piotr Ilitch Tchaïkovski.
- 1895 : le journal américain New York World publie The Yellow Kid premier cartoon en couleur[23].
- 1921 : Coco Chanel lance ce 5.05 son parfum No 5 et sa collection rue Cambon à Paris[24].

## Économie et société
- 1889 : parution du premier numéro du quotidien régional L'Est républicain dans le nord-est de la France.
- 2014 : les islamistes nigérians de Boko Haram massacrent environ 300 civils dans la ville de Gamboru Ngala.
- 2019 : le cyclone Fani fait des dizaines de victimes et provoque de sévères dommages matériels au Bangladesh et en Inde.
- 2023 : l’OMS déclare la fin de l’état d’urgence de santé publique de portée internationale concernant la pandémie de Covid-19[25].

## Naissances

### XIIIesiècle
- 1210 : Alphonse III de Portugal, roi de Portugal († 16 février 1279).

### XVIIesiècle
- 1688 : Jacques Fontaine de La Roche, janséniste français († 26 mai 1761).

### XVIIIesiècle
- 1769 : Jean-Louis Fournier, homme politique français († 19 juillet 1841).
- 1800 : Louis Hachette, éditeur français († 31 juillet 1864).

### XIXesiècle

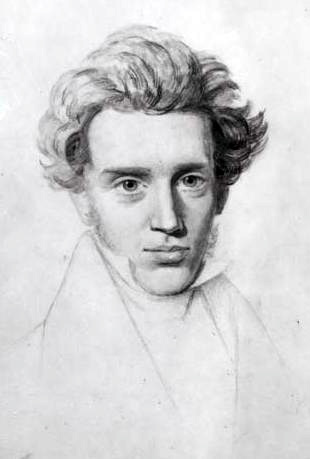
Søren Kierkegaard (1813)
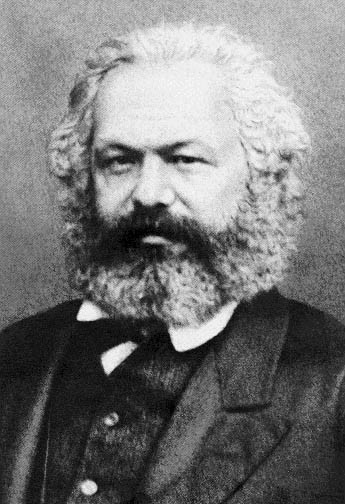
Karl Marx (1818)
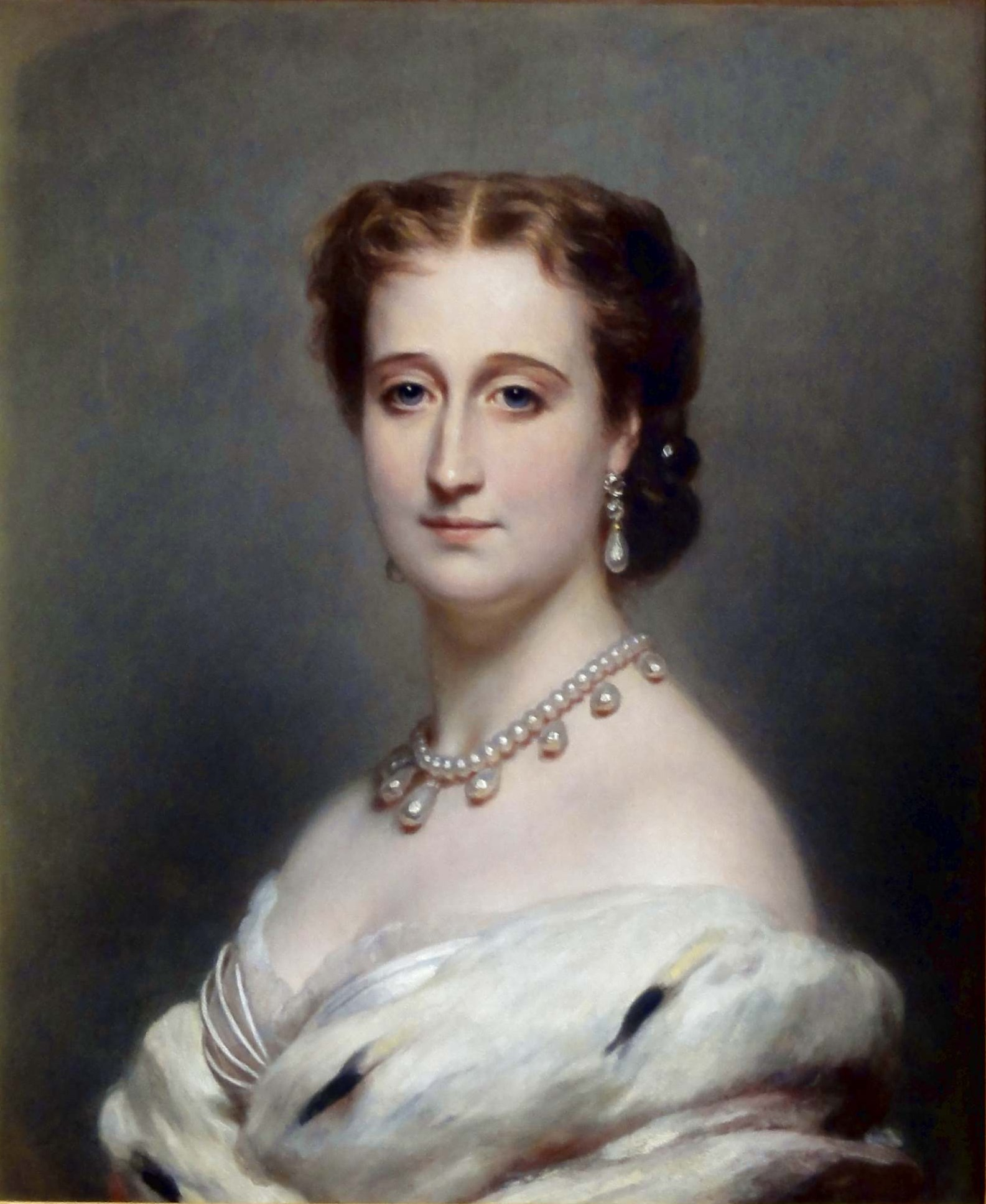
L'impératrice Eugénie (1826)
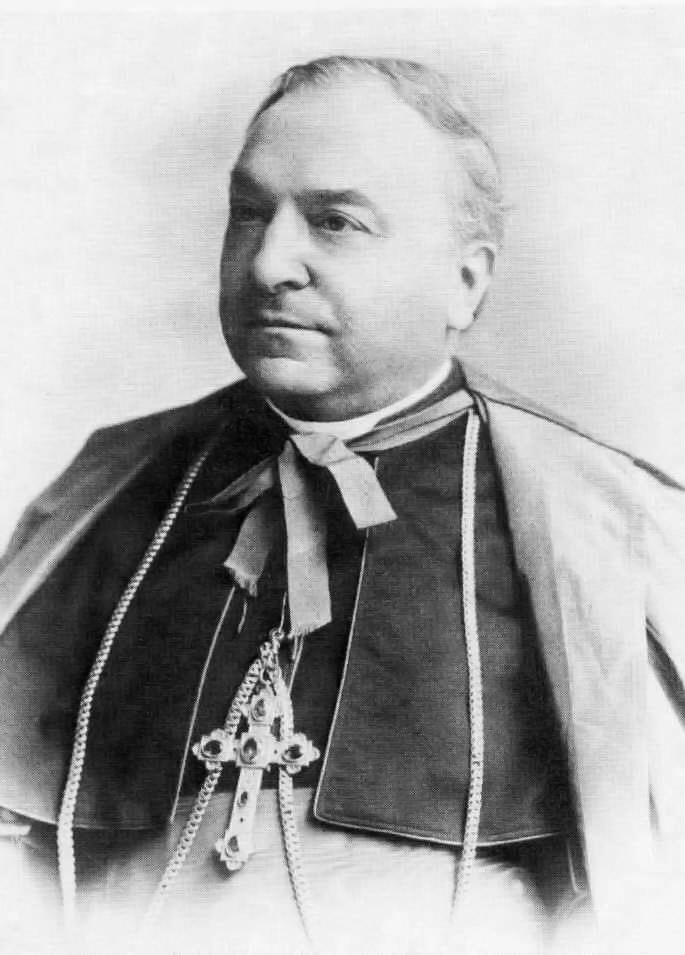
Le cardinal Gasparri (1852)

- 1813 : Søren Kierkegaard, philosophe danois († 11 novembre 1855).
- 1818 : Karl Marx, philosophe, théoricien, économiste et homme politique allemand († 14 mars 1883).
- 1819 : Stanislaw Moniuszko, compositeur et directeur de théâtre polonais († 4 juin 1872).
- 1826 : Eugénie de Montijo, impératrice des Français, épouse de l'empereur Napoléon III († 11 juillet 1920).
- 1828 : Albert Marth, astronome allemand († 5 août 1897).
- 1830 : John B. Stetson, homme d’affaires américain, créateur des chapeaux qui portent son nom († 18 février 1906).
- 1833 : Ferdinand von Richthofen, géographe et géologue allemand († 6 octobre 1905).
- 1846 : Henryk Sienkiewicz, romancier polonais, prix Nobel de littérature en 1905 († 15 novembre 1916).
- 1848 : Pierre Martinet, anarchiste français, surtout connu comme l'un des principaux fondateurs de l'anarchisme individualiste.
- 1852 : Pietro Gasparri, cardinal italien de la Curie romaine († 18 novembre 1934).
- 1860 : Pietro Floridia, compositeur italien († 16 août 1932).
- 1864 : Nellie Bly, journaliste américaine († 27 janvier 1922).
- 1865 : Gabriel-Albert Aurier, écrivain, poète et critique d'art français († 5 octobre 1892).
- 1869 : Hans Pfitzner, compositeur allemand († 22 mai 1949).
- 1872 : Georges Grente, cardinal français, archevêque du Mans († 4 mai 1959).
- 1882 : Sylvia Pankhurst, suffragette britannique, fille de Richard Pankhurst († 27 septembre 1960).
- 1884 : Carl Osburn, tireur sportif américain, cinq fois champion olympique († 28 décembre 1966).
- 1889 : Jack Pierce, maquilleur américain († 19 juillet 1968).
- 1893 : Albini Lafortune, évêque québécois († 8 novembre 1950).
- 1897 : « Malla » (Agustín García Díaz dit), matador espagnol († 4 juillet 1920).
- 1898 : Krum Lekarski, cavalier bulgare († 2 mars 1981).
- 1900 : Lucienne Legrand, actrice française († 22 octobre 1987).

### XXesiècle
- 1905 : Floyd Gottfredson, auteur de bande dessinée américain, autre père de Mickey Mouse († 22 juillet 1986).
- 1906 :
  - Araksi Babayan, chimiste arménienne († 13 février 1993).
  - Charles Exbrayat, écrivain français († 8 mars 1989).
- 1908 :
  - Robert Foulk, acteur américain († 25 février 1989).
  - Jacques Massu, général français, figure de la France libre, et commandant de la 10e division parachutiste pendant la bataille d'Alger en 1957 († 26 octobre 2002).
- 1909 :
  - Miklós Radnóti, poète hongrois († 9 novembre 1944).
  - Pierre Tisseyre, journaliste, écrivain et éditeur québécois († 3 mars 1995).
- 1911 : Gilles Grangier, réalisateur et scénariste français († 27 avril 1996).
- 1912 : Walter Joachim, violoncelliste et professeur de musique québécois d'origine allemande († 20 décembre 2001).
- 1914 :
  - Viola Fletcher, rescapée et témoin afro-américaine du massacre de Tulsa avec des cadets, d'environ une année Lessie Benningfield Randle ou ~ sept années Hughes Van Ellis.
  - Tyrone Power, acteur américain († 15 novembre 1958).
- 1915 : Alice Faye, actrice américaine († 9 mai 1998).
- 1917 : Pío Leiva, chanteur et compositeur cubain († 22 mars 2006).
- 1919 :
  - Geórgios Papadópoulos, militaire et homme politique grec († 27 juin 1999).
  - Séamus Ennis, joueur irlandais de uilleann pipes, chanteur et collecteur de musique irlandaise traditionnelle († 5 octobre 1982).
- 1921 : Arthur Leonard Schawlow, physicien américain († 28 avril 1999).
- 1922 : Chanig ar Gall (Jeanne-Marie Guillamet dite), pionnière de la radio-télévision en langue bretonne, également femme de lettres, de théâtre et de scène voire speakerine brittophone et bilingue à ses débuts († 9 avril 2012).
- 1923 : Hervé Jaouen, amiral français († 16 janvier 1986).
- 1924 : « Parrita » (Agustín Parra Vargas dit), matador espagnol († 6 juin 1994).
- 1926 : Bing Russell, acteur et scénariste américain († 8 avril 2003).
- 1927 : Sylvia Fedoruk, physicienne et femme politique canadienne († 26 septembre 2012).
- 1928 :
  - Jacques Médecin, homme politique français, ancien maire de Nice († 17 novembre 1998).
  - Pierre Schoendoerffer, romancier, réalisateur, scénariste et documentariste français académicien ès beaux-arts († 14 mars 2012).
- 1930 : Michael James Adams, astronaute de l'USAF († 15 novembre 1967).
- 1931 : Michel Greg (Michel Régnier dit), dessinateur, scénariste, rédacteur en chef et directeur littéraire de bandes dessinées belge († 29 octobre 1999).
- 1934 :
  - Henri Konan Bédié, président de la Côte d'Ivoire de 1993 à 1999.
  - Ace Cannon, saxophoniste américain († 6 décembre 2018).
  - Johnnie Taylor, chanteur américain († 31 mai 2000).
- 1935 :
  - Maria-Pia Casilio, actrice italienne († 10 avril 2012).
  - Bernard Pivot, journaliste littéraire français, président de l'Académie Goncourt de 2014 à 2019 († 6 mai 2024).
- 1938 :
  - Michael Murphy, acteur américain.
  - Jerzy Skolimowski, réalisateur, comédien, poète, scénariste et peintre polonais.
  - Barbara Wagner, patineuse artistique canadienne.
- 1940 :
  - Lance Henriksen, acteur américain.
  - Michael Lindsay-Hogg, réalisateur américain.
- 1941 : Alexandre Ragouline, hockeyeur russe, triple champion olympique en 1964, 1968 et 1972 († 17 novembre 2004).
- 1942 : Tammy Wynette (Virginia Wynette-Pugh dite), chanteuse de musique country américaine († 6 avril 1998).
- 1943 :
  - Michael Palin, acteur, scénariste et producteur britannique issu de la troupe des Monty Python.
  - Ignacio Ramonet, journaliste et auteur français.
- 1944 : John Rhys-Davies, acteur britannique.
- 1945 :
  - Alain Gilles, joueur puis entraîneur de basket-ball français († 18 novembre 2014).
  - Michel Zink, académicien français au fauteuil no 37.
- 1946 :
  - Jim Kelly, acteur américain († 29 juin 2013).
  - Hervé Revelli, footballeur français.
- 1947 : Malam Bacai Sanhá, homme politique guinéen, président de la Guinée-Bissau de 1999 à 2000 puis de 2009 à 2012 († 9 janvier 2012).
- 1948 :
  - Anna Bergman, actrice suédoise.
  - Chantal Ladesou, humoriste et actrice française.
  - Bill Ward, batteur anglais du groupe de heavy metal Black Sabbath.
- 1951 : Helga Lindner, nageuse allemande († 3 novembre 2021).
- 1952 :
  - Stélios Miyiákis, lutteur grec, champion olympique.
- 1955 :
  - Alain Caron, bassiste de jazz québécois du groupe UZEB.
  - Élisa Servier, comédienne française.
- 1956 : Robert Marien, acteur québécois.
- 1957 :
  - Richard E. Grant, acteur, scénariste et réalisateur britannique.
  - Peter Howitt, acteur et réalisateur britannique.
- 1958 : Aurélien Recoing, acteur français.
- 1959 : Peter Molyneux, créateur de jeux vidéo britannique.
- 1960 : Douglas H. Wheelock, astronaute américain.
- 1962 :
  - Nicolas Vanier, aventurier, écrivain et réalisateur français.
  - Rodica Arba-Pușcatu, rameuse d'aviron roumaine, double championne olympique.
- 1963 :
  - James LaBrie, chanteur américain du groupe nord-américain de metal progressif Dream Theater.
  - Éric Laugérias, acteur et scénariste français.
- 1964 :
  - Jean-François Copé, homme politique français.
  - Don Payne, scénariste américain († 26 mars 2013).
  - Heike Henkel, athlète allemande spécialiste du saut en hauteur, championne olympique.
- 1965 : Fei Junlong, taïkonaute chinois.
- 1966 :
  - Shawn Drover, batteur canadien.
  - Josh Weinstein, scénariste américain.
- 1970 :
  - LaPhonso Ellis, basketteur américain.
  - Hélène Médigue, actrice française.
- 1971 :
  - Nicolas Demorand, journaliste français.
  - Mike Redmond, joueur de baseball américain.
- 1972 :
  - Žigmund Pálffy, hockeyeur sur glace slovaque.
  - Mikael Renberg, hockeyeur sur glace suédois.
- 1975 : Cédric Tiberghien, pianiste français.
- 1976 :
  - Sage Stallone, acteur américain et fils aîné de Sylvester Stallone († 13 juillet 2012).
  - Jean-François Dumoulin, pilote de course automobile québécois.
  - Juan Pablo Sorín, footballeur argentin.
- 1977 :
  - Virginie Caliari, actrice française.
  - Virginie Efira, animatrice de télévision puis comédienne belge également française depuis 2016.
  - Barbara Harel, judokate française.
  - Maryam Mirzakhani, mathématicienne iranienne († 14 juillet 2017).
- 1978 : Riad Sattouf, auteur de bande dessinée et réalisateur français.
- 1980 :
  - Yossi Benayoun, footballeur israélien.
  - Thomas Dubiez, basketteur français.
  - David Jalbert, auteur-compositeur et interprète québécois.
- 1981 :
  - Craig David, musicien britannique.
  - Luke Helder, étudiant américain, poseur de bombes, surnommé le Midwest Pipe Bomber.
  - Johann Paul, footballeur malgache.
- 1983 :
  - Henry Cavill, acteur britannique.
  - Serafín Marín, matador espagnol.
  - Annie Villeneuve, chanteuse québécoise.
- 1984 : Shawn Huff, basketteur finlandais.
- 1985 : Mohamed Rabie Meftah, footballeur algérien.
- 1987 :
  - Jessie Cave, actrice britannique.
  - Guennadi Tchourilov, hockeyeur sur glace russe († 7 septembre 2011).
- 1988 :
  - Adele (Adele Laurie Blue Adkins dite), chanteuse britannique.
  - Vítor Faverani, basketteur brésilien.
  - Léa François, actrice française.
  - Audrey Robichaud, skieuse acrobatique canadienne.
- 1989 : Chris Brown, chanteur et acteur américain.
- 1990 :
  - Wilfried Roux, rink hockeyeur français.
  - Song Jieun, chanteuse sud-coréenne.
- 1993 :
  - Youssouf Sabaly, footballeur français.
  - Tapiwa Tsomondo, joueur zimbabwéen de rugby à XV.
- 1994 : Javier Manquillo, footballeur espagnol.
- 1995 :
  - Alexis Miellet, athlète français.
  - Nwanneka Okwelogu, athlète nigériane.
- 1997 :
  - Nicolas D'Oriano, nageur français.
  - Lambert LeClézio, cavalier franco-mauricien.
  - Mitchell Marner, hockeyeur sur glace canadien.
- 1998 : Hilary Kpatcha, athlète française.

## Décès

### IIesiècle
- 200 : Sun Ce, guerrier chinois (° vers 175).

### XIIesiècle
- 1194 : Casimir II le Juste, duc de Pologne (° vers 1138).

### XVIIIesiècle
- 1705 : Léopold Ier de Habsbourg et du Saint-Empire, roi de Hongrie (1655 – 1705) et de Bohême (1657 – 1705) puis archiduc d'Autriche élu empereur des Romains de 1658 à sa mort (° 9 juin 1640).
- 1789 : Giuseppe Baretti, écrivain, érudit, dramaturge, polémiste, critique littéraire, lexicographe et traducteur italien (° 24 avril 1719).

### XIXesiècle
- 1802 : Antonio Romero, matador espagnol (° 18 septembre 1763).
- 1809 : Berek Joselewicz, militaire polonais (° 17 septembre 1764).
- 1821 : Napoléon Ier, empereur des français, mort en exil sur l'île de Sainte-Hélène (° 15 août 1769).
- 1834 : Félicité-Thérèse (Felicitas Theresia Maria) de Hohenzollern-Hechingen, princesse allemande (° 18 décembre 1763).
- 1886 :
  - Joseph Albert, photographe et inventeur allemand (° 5 mars 1825).
  - Auguste Honnore, homme politique français (° 29 septembre 1836).
  - Henri Legrand du Saulle, psychiatre français (° 16 avril 1830).
  - Gabriel René Paul, militaire américain (° 22 mars 1813).
  - Louis Vautrey, historien suisse (° 22 mars 1813).
- 1895 : Carl Vogt, naturaliste et médecin suisse d'origine allemande (° 5 juillet 1817).
- 1897 : Theodore Bent, archéologue britannique (° 30 mars 1852).

### XXesiècle
- 1922 : Józef Rymer, politicien polonais (° 9 février 1882).
- 1925 : Noé Marullo, artisan et artiste sicilien (° 13 novembre 1857).
- 1942 : Qemal Stafa[26]
- 1944 :
  - Eric Edenwald, résistant français de la police municipale de Colmar (°27 décembre 1909).
  - Frédéric Hunsinger, résistant français de la police municipale de Colmar (°23 novembre 1907).
  - Alphonse, Ambroise Hurth, résistant français, employé municipal de la ville de Colmar (°8 décembre 1908).
- 1945 : Lucien Rottée, policier français, directeur des brigades spéciales (° 1893).
- 1959 : Carlos Saavedra Lamas diplomate argentin, prix Nobel de la paix en 1936 (° 1er novembre 1878).
- 1966 : Chit Phumisak auteur thaïlandais (° 25 septembre 1930).
- 1971 : Alice Tissot, actrice française (° 1er janvier 1890).
- 1972 : Frank Tashlin, cinéaste américain (° 19 février 1913).
- 1977 : Ludwig Erhard, homme politique allemand (° 4 février 1897).
- 1981 : Bobby Sands, républicain irlandais de l’Armée républicaine irlandaise provisoire (IRA provisoire) (° 9 mars 1954).
- 1982 :
  - Accamma Cherian, indépendantiste et femme politique indienne (° 14 février 1909).
  - Irmgard Keun, romancière allemande (° 6 février 1905).
- 1984 : Valdiodio N'diaye, avocat et homme politique sénégalais (° 7 avril 1923).
- 1985 : Donald Bailey (en), ingénieur civil anglais (° 15 septembre 1901).
- 1992 : Jean-Claude Pascal, acteur et chanteur français (° 24 octobre 1927).
- 1995 : Mikhaïl Botvinnik, joueur d'échecs russe (° 17 août 1911).
- 1999 :
  - Américo Paredes, écrivain américain (° 3 septembre 1915).
  - Pierre Petel, réalisateur et scénariste québécois (° 21 avril 1920).
- 2000 : Gino Bartali, coureur cycliste italien de 1935 à 1954 (° 18 juillet 1914).

### XXIesiècle
- 2001 : Boozoo Chavis, chanteur et compositeur de zydeco américain (° 23 octobre 1930).
- 2002 :
  - Paul Wilbur Klipsch (en), ingénieur américain, pionnier de la haute fidélité (° 9 mars 1904).
  - Antoine Riboud, industriel français, fondateur du groupe Danone (° 25 décembre 1918).
  - George Sidney, réalisateur et producteur américain (° 4 octobre 1916).
  - Hugo Banzer Suárez, général et homme politique conservateur bolivien, président de 1971 à 1978 puis de 1997 à 2001 (° 10 mai 1926).
- 2004 : Clement Coxsone Dodd, producteur de reggae |jamaïcain, créateur du studio One (° 26 janvier 1932).
- 2005 :
  - Raymond Couty, mathématicien français (° 27 août 1919).
  - Claude Julien, journaliste français, ancien rédacteur en chef du Monde diplomatique (° 17 mai 1925).
- 2007 :
  - Andrzej Kapiszewski, sociologue et diplomate polonais (° 8 septembre 1948).
  - Theodore Harold Maiman, physicien américain (° 11 juillet 1927).
- 2008 : Jerry Wallace (en), chanteur américain (° 15 décembre 1927).
- 2010 : Umaru Yar'Adua, homme d’État nigérian, ancien président du Nigeria de 2007 à 2010 (° 16 août 1951).
- 2011 :
  - Claude Choules, soldat anglo-australien, dernier ancien combattant connu de la Première Guerre mondiale, toutes nationalités confondues (° 3 mars 1901).
  - Dana Wynter, actrice américaine d’origine allemande (° 8 juin 1931).
- 2012 : Carl Johan Bernadotte, de la famille royale de Suède, fils du roi Gustave VI Adolphe et oncle du roi Charles XVI Gustave (° 31 octobre 1916).
- 2014 : Jean Gaven, acteur français (° 16 janvier 1918).
- 2016 : Siné, dessinateur français (° 31 décembre 1928).
- 2019 : Barbara Perry, actrice, chanteuse et danseuse américaine (° 22 juin 1921).
- 2020 :
  - Sergueï Adian, mathématicien soviétique puis russe (° 1er janvier 1931).
  - Johanna Bassani, skieuse de combiné nordique autrichienne (° 25 avril 2002).
  - Stéphane Dupont, animateur de radio et producteur belge (° 15 février 1950).
  - Jan Halvarsson, fondeur suédois (° 26 décembre 1942).
  - Diran Manoukian, hockeyeur sur gazon français (° 22 mars 1919).
  - Paulette Sarcey, résistante française membre des FTP-MOI (Francs-Tireurs et Partisans Main d'Oeuvre Immigrée) (° 11 avril 1924).
  - Millie Small, chanteuse et compositrice jamaïcaine (° 6 octobre 1947).
  - James Denis Summers-Smith, ornithologue et ingénieur en mécanique britannique (° 24 octobre 1920).
- 2021 :
  - Paul Chomat, homme politique français (° 9 février 1938).
  - Fikrat Goja, poète soviétique puis azerbaïdjanais (° 25 août 1935).
  - Abelardo González, footballeur espagnol (° 3 septembre 1944).
  - Bertil Johansson, footballeur puis entraîneur suédois (° 22 mars 1935).
  - George Jung, trafiquant de drogue américain (° 6 août 1942).
  - René Le Corre, poète français (° 12 mars 1923).
  - Philipose Mar Chrysostom, prêtre, métropolite indien, primat de l'Église malankare Mar (° 27 avril 1918).
- 2023 :
  - Martti Aiha, sculpteur postmoderniste finlandais (° 23 décembre 1952).
  - Ilse Buding, joueuse de tennis allemande (° 22 novembre 1939).
  - Michel Cordes, acteur, auteur et metteur en scène français (° 25 novembre 1945).
  - Réal D'Amours, journaliste scientifique et conférencier canadien (° 16 novembre 1945).
  - Samuel T. Durrance, astronaute américain (° 17 septembre 1943).
- 2024 :
  - Jeannie Epper, cascadeuse et actrice américaine (° 27 janvier 1941).
  - Bernard Hill, acteur britannique (° 17 décembre 1944).
  - Vladimir Alexandrovitch Kouznetsov, archéologue, historien et chercheur soviétique puis russe (° 25 juillet 1927).
  - Olivier Masurel, voltigeur aérien français (° ).
  - César Luis Menotti, footballeur puis entraîneur argentin (° 5 novembre 1938).
  - Oleksandr Pielieshenko, haltérophile ukrainien (° 7 janvier 1994).

## Célébrations

### Internationales
- Journée internationale sur l'hygiène des mains créée le 5 mai 2009[27] lors du lancement d'une nouvelle initiative intitulée « Sauvez des vies : lavez-vous les mains » par le programme de la Sécurité des Patients de l’OMS.
- Journée internationale de la sage-femme marquée depuis 1991 dans plus de cinquante pays.

### Linguistique
- Communauté des pays de langue portugaise : fête des cultures lusophones (pt).

### Continentale et juridique(ès droits de l'homme, de la femme et de l'enfant)
- Journée de l'Europe créée en 1966 pour célébrer la fondation du Conseil de l’Europe le 5 mai 1949 (à ne pas confondre avec la Journée de l’Union européenne instaurée ultérieurement chaque 9 mai quatre jours plus tard).

### Nationales
- Albanie : jour des martyrs (en), anniversaire de la mort de Qemal Stafa assassiné en 1942 par les fascistes italiens, qui commémore tous les héros morts pour le pays.
- Corée du Sud : Eorininal (en hangeul 어린이날), jour des enfants.
- Danemark (Union européenne) : fête de la libération de 1945 vis-à-vis de l'Allemagne nazie[28].
- Éthiopie (Union africaine) : fête de la victoire des patriotes[29] ou de la libération, qui commémore la libération de l'occupation italienne par les Alliés pendant la Campagne d'Afrique de l'Est (Seconde Guerre mondiale) en 1941.
- Guyana : fête de l'arrivée des Indiens (en) commémorant l'arrivée d'ouvriers indiens dans les plantations de sucre en 1838.
- Israël : yom hachoa, date de la commémoration de la Shoah, le lendemain du jour de l'indépendance.
- Japon : kodomo no hi (こどもの日 en japonais ou jour des enfants.
- Kirghizistan : fête de la Constitution[30] (adoptée en 1993 après le démantèlement de l'Union soviétique).
- Mexique : fête du cinco de Mayo qui commémore la victoire des forces mexicaines sur les forces expéditionnaires françaises dans la bataille de Puebla en 1862.
- Palaos : senior citizens day[31] / fête des seniors.
- Palestine : Fête de Saint-Georges (en) (cf. 23 avril).
- Pays-Bas (Union européenne à zone euro) : fête de la libération de 1945 vis-à-vis de l'Allemagne nazie occupante.
- Thaïlande : coronation day[32] / fête du couronnement célébrant le couronnement de Bhumibol Adulyadej comme roi Rama IX en 1950.

### Religieuseschrétiennes
- Mémoire du prophète biblique Isaïe, avec lectures d'Is. 6, 1-10 et Jn 12, 35(-41), comme verset commun Is. 6, 9 ; et station dans la fondation de Bassa (lectionnaire de Jérusalem).
- Autres mémoires : Ménas, martyr ; Phokas (Evthas sc.), martyr.

### Saints des Églises chrétiennes

#### Saints des Églises catholiques et orthodoxes
Référencés ci-après in fine, :
- Arey de Gap († v. 604), évêque.
- Britton († 386), évêque de Trèves.
- Euthyme d'Alexandrie († 305), diacre martyr à Alexandrie.
- Géronce de Milan (it) († 470), 20e évêque de Milan.
- Gothard de Hildesheim († 1038), évêque de Hildesheim.
- Hilaire d'Arles († 449), 25e évêque d'Arles.
- Irène de Lecce (it) († Ier siècle), vierge et martyre à Lecce.
- Jovinien d'Auxerre († 260), martyr à Auxerre.
- Lande († IIIe siècle), martyr à Vasanello.
- Léon de Calabre († XIIe siècle), ermite.
- Maurand de Douai († 702), fondateur du monastère de Bruël à Merville (Nord).
- Maxime de Jérusalem († 350), évêque de Jérusalem et martyr.
- Mondane († 530), mère de saint Sacerdos de Limoges.
- Nectaire († 375), 10e évêque de Vienne (Dauphiné).
- Nizier de Vienne († 449), 16e évêque de Vienne.
- Petran († VIe siècle), ermite du diocèse de Reims.
- Sacerdos de Limoges († 720), 14e évêque de Limoges.
- Serdon de Sagonte († v. 560), évêque.
- Teutérie († VIe siècle) et Tusque, vierges à Vérone.
- Valdrade († VIIe siècle), moniale à Saint-Pierre-aux-Nonnains de Metz.

#### Saints et bienheureux des Églises catholiques
Référencés ci-après :
- Ange de Jérusalem († 1225), carme martyr à Licata (Italie).
- Avertin de Tours († 1180), gilbertin puis ermite à Saint-Avertin.
- Bienvenu Mareni (it) († 1289), bienheureux religieux franciscain à Recanati près de Lorette (Italie).
- Catherine Cittadini († 1857), bienheureuse religieuse italienne fondatrice des ursulines de Somasque.
- Grégoire Boleslas Frąckowiak († 1943), bienheureux prêtre polonais membre du Verbe-Divin, martyr à Dresde.
- Judith de Kulmsee († 1260), bénédictine à Chełmża, patronne de la Prusse.
- Léon de Bova († XIIe siècle), ermite à Bova (Italie).
- Nunzio Sulprizio († 1836), laïc italien.

#### Saints orthodoxes
aux dates parfois "juliennes" / orientales :
- Éphrem de Néa-Makri († 1426) dit le nouvel apparu, moine orthodoxe à Néa Mákri, près d'Athènes, dans l'Attique grecque, martyr par la main de musulmans.
- Irène († 1260) autre date grégorienne).
- Michée de Radonège († 1385), moine.

### Prénoms du jour
Bonne fête aux Judith et ses variantes : Jodie, Jody, Judy, Jude (autre date, plutôt au masculin comme Irénée, à moins que prénom épicène/mixte) ?
Et aussi aux :
- Ange et ses variantes masculines : Angel, Angéli, Angelin, Angelino, Angelo, Angély, Anges & Lino ; et son composé féminin Marie-Ange (voir 27 janvier) ;
- aux Bachir et ses variantes aussi arabophones voire panorientales : Bechir, Béchir, Bachar, etc. ;
- aux Endal,
- Irène, Iréna, etc.
- et Sacerdos.

## Traditions et superstitions

### Dictons
Période des saints cavaliers, antérieure à celle des saints de glace, aussi propice aux dictons météorologiques empiriques :
- « À la sainte-Judith, beau temps se précipite. »[36][réf. nécessaire]
- « Le temps de Sainte-Judith va durer jusqu'au dix. »[réf. nécessaire]
- « Lorsqu'il pleut le cinq mai, il n’y a pas de noix. »[37] (dicton du Morbihan en Bretagne armoricaine)
- « Sainte-Judith, voit pinson au nid. »[38]

### Astrologie
- Signe du zodiaque : 15e jour du signe astrologique du Taureau.

## Toponymie
Les noms de plusieurs voies, places, sites ou édifices de pays ou de régions francophones contiennent cette date sous diverses graphies en référence à des événements survenus à cette même date : voir Cinq-Mai .